# طب منزلي
الطب المنزلي أو الرعاية الصحية المنزلية
الطب المنزلي أو الرعاية الصحية المنزلية هي الممارسات السلوكية والغذائية والرعاية الصحية، بما في ذلك النظافة، وأداء في الأسرة وانتقالها من جيل إلى آخر.
هذه المعرفة مكملة للمهارات المتخصصة للأطباء والممرضات. يتكون من الأدوات الوقائية والعلاجية، التي غالبًا ما تتعلق باستخدام الإسعافات الأولية والأعشاب الطبية، مفهوم الطب المنزلي، تم نشره لأول مرة في الدول الغربية من قبل الطبيب الإسكتلندي وليام بوكان في القرن الثامن عشر، وانتشر عن طريق كتيبات الاقتصاد المحلي من خلال ما يلي مائتي سنة. ومن الأمثلة الرئيسية على ذلك الطب المحلي الخاص بوكان، وهو دليل للرعاية الصحية المنزلية، مقسم إلى أقسام تتعلق بصحة الرضع والأمراض العامة.  كان الغرض من تطوير هذا المفهوم هو توسيع نطاق الدواء حتى يتمكن كل شخص من فهمه وقادر على متابعته. 
```
كتب مثال على مثل هذا الدليل من قبل الطبيب المثلي الإنجليزي جون هنري كلارك في القرن التاسع عشر، قاموس للطب المنزلي والعلاج المثلي.
```

خلال أواخر القرن الثامن عشر، بعد نشر الطب المحلي لـ William Buchan ، اكتشف مفهوم الطب المحلي أفكارًا جديدة غيرت الطريقة التي ينظر بها معظم الناس إلى الطب. كانت هذه الحقبة التي تم فيها توفير معظم الرعاية الصحية من قبل أفراد لا يعتبرون أطباء. غالبًا ما كان هؤلاء الأشخاص أصدقاء مقربين أو جيران أو أقارب للمريض. لم يتم تدريبهم رسميًا بالمعايير الطبية الحديثة في ذلك الوقت ولكنهم اكتسبوا معرفتهم بالطب من خلال التعلم من أسلافهم. لذلك، كان انتشار الممارسات الطبية المحلية بمثابة مورد لرعاية صحية أفضل لأولئك الذين لا يستطيعون تحمل تكاليف طبيب أو لم يكن لديهم إمكانية الوصول إلى ممارسات الطب الأكثر تقدمًا من الناحية التكنولوجية. لكن هذا لا يعني أن الطب المنزلي قد ولد مع نشر الطب المنزلي. كان الطب المحلي عمليًا منذ فترة تعود إلى الحقبة الاستعمارية المبكرة، لكن نشر بوكان وزع هذه المعرفة بعيدًا عن أيدي القلة وعامة الناس. كان هذا اتجاهًا مهمًا حيث كان الطب في السابق يركز على الطبيب. 
وفر الطب المحلي منصة للجمهور للوصول بسهولة إلى الرعاية الطبية.
```
الناس من الطبقة العاملة الدنيا، على وجه الخصوص، يقعون تحت هذه المجموعة الفرعية من السكان الذين حصدوا معظم الفوائد من هذا النمط من الممارسات الطبية.
سواء كان ذلك لأسباب اقتصادية، أو تفضيل شخصي، أو لمجرد أنه لم يتم تدريب أي شخص بالقرب منه على الأشكال الحديثة للطب، فقد اعتمدوا على رعاية الأشخاص الذين يثقون بهم. وبالتالي، دفع الطب المنزلي الناس العاديين الذين لديهم معرفة محدودة بالطب لرعاية الآخرين باستخدام الموارد المتاحة لهم. في كثير من الحالات، كان مقدمو الرعاية هؤلاء أمهات لأنهم كانوا مسؤولين عن رعاية المنزل والأسرة. وهكذا، لعب توسع الطب المنزلي دورًا رئيسيًا في التعليم ليس فقط للعامة ولكن أيضًا للنساء، وهي مجموعة كانت محدودة في السابق في مشاركتها الطبية. ومن المفارقات، على الرغم من أن كتاب بوكان انتهى إلى تمكين المرأة، إلا أن وجهات نظره الشخصية تجاههم كانت أقل تشجيعاً. عارض بشكل خاص الممرضات والقابلات لحظر الأطباء لعلاج الأطفال أو حضور المواليد حتى. وذكر أن «المرأة الصالحة قد استنفذت كل مهاراتها، وحضور [الأطباء] لا يمكن إلا أن يؤدي إلى تقسيم اللوم وإرضاء الآباء المنفصلين». 
```

بالإضافة إلى ذلك، اشتمل الطب المنزلي على عامل تجاهلته الممارسات الطبية التقليدية. بدلاً من علاج مرض ما بعد الإصابة به، تضمنت فكرة الطب هذه استراتيجيات تعزز الحفاظ على الصحة والوقاية من المرض. كان الاعتقاد أنه إذا تمكن الناس من تعظيم النظافة والنظافة، يمكنهم تجنب أي نوع من الحالة المرضية، وبالتالي، لن تكون هناك حاجة إلى علاجات شاقة أو غير مريحة. تم تشجيع ممارسات مثل غسل اليدين المتكرر، والعلاجات العشبية، وغسل الملابس، والتهوية الجيدة، والنظافة العامة في المنزل والأماكن المهنية. اعتُبرت الصحة حالة طبيعية يتزامن فيها جسم الإنسان مع الطبيعة؛ لذلك، كان الحفاظ على الصحة هدفًا ثابتًا للطب المنزلي. 
ومع ذلك، هذا لا يعني أن الطب المنزلي لا يشجع الأطباء على العلاج. على الرغم من أنه قدم عددًا كبيرًا من العلاجات لأمراض مختلفة، إلا أن الطب المحلي يعرف حدوده. عندما أصيب المرضى بأمراض تنطوي على أعراض أكثر حدة مثل الحمى الشديدة أو الإسهال، نصح الطب المنزلي المرضى بالذهاب للحصول على علاج احترافي. نجح هذا النهج بشكل جيد حيث سيتم تحفيز المرضى لرعاية الصحة اليومية واللجوء أيضًا إلى العلاجات الطبية المهنية عند الحاجة. سيكون بمثابة توازن بين الوقاية اليومية من الأمراض والعلاج المهني للأمراض في ظروف معينة. وهكذا، من الناحية النظرية، مكن الطب المحلي الأفراد والأطباء من خلال السماح لهم بالتركيز في جوانب منفصلة من الرعاية الصحية. 
فائدة أخرى ناتجة عن استخدام الطب المنزلي هي التحسن في تعليم السكان. تظهر التقديرات المبكرة لمحو الأمية في أوائل القرن التاسع عشر أن ما يقرب من ربع المواطنين الأمريكيين في الشمال وما يقرب من نصف المواطنين في الجنوب لا يمكنهم القراءة أو الكتابة. ومع ذلك، بحلول عام 1840، تقلص هذا الرقم إلى ما يقرب من 9 ٪. تم تعزيز الزيادة الواسعة في معرفة القراءة والكتابة التي ساعدت في توزيع مواد الطب المحلي بفكر فلسفي منفصل، يسمى الطب توماسوني. على عكس الطب المنزلي، كان Thomasonian مفهومًا طبيًا أكثر مركزية استخدم فيه الممارسون العلاجات العشبية والأطقم التي تباع فقط من قبل قادة الحركة. بغض النظر عن الحالة، فإن تحفيز الطب المحلي والطب توماسونيان حفزا القراءة والكتابة للجماهير
مؤيد آخر للتشخيص الذاتي للطب كان وليام بوكان، الذي ألف الطب المحلي، وهو كتاب واسع الانتشار يمكّن الأفراد من تنفيذ رعايتهم الخاصة. كان أحد جوانب الكتاب الذي أدى إلى بروزه شكله الجديد.  تندرج النصوص الطبية السابقة في فئتين: الاستخدام العملي والآثار الفلسفية للصحة السيئة. كان عمل بوكان قادرًا على دمج هذين النوعين في كتاب واحد مخصص لمواطني الطبقة العامة. ساعد كتاب ويليام بوكان أيضًا في تعزيز المعرفة الطبية لأنه سمح للناس بالاعتماد على المعرفة المكتوبة بدلاً من المعرفة التي تم تمريرها شفهيًا. 
منذ منتصف القرن العشرين، أدى نجاح الطب العلمي المرتبط بارتفاع الخدمات الطبية العامة والخاصة إلى تعطيل معظم تقاليد الرعاية الذاتية الأسرية، مما قلل من نقل معظم مهارات الطب المنزلي من الآباء إلى الأطفال.
يمكن تلخيص الخصائص الإيجابية على النحو التالي:
```
•فعالة، وقائية ومكملة لممارسات الطب العلمي؛
```

```
•خيار لأولئك الذين لا يستطيعون دفع ثمن أدوية التوليف؛
```

```
•أنها تناسب مجموعة من الظروف البيئية الخارجية التي يكون مستخدموها جزءًا منها، بما في ذلك شبكات التضامن؛
```

فهي تستوعب الطب الحديث أو التقاليد الأخرى، وتتطور باستمرار.
على العكس من ذلك، يتم تقييدها وإعاقتها بسبب نقص الموارد، وعادة ما تكون العلاجات مواد كيميائية حيوية معتدلة معروفة فقط ومتوفرة في مناطق جغرافية صغيرة.  الأدوية المحلية وغير العلمية ذات جذور محلية.
يمكن أن تتعايش أنظمة الرعاية الصحية المنزلية والعلمية، وكذلك في علاج المرضى الطبي بشكل متناغم. قللت الفجوة المعرفية بين الأجيال من جاذبية الطب المنزلي، على الرغم من أنه يمكن عزو مرونته إلى روابطه بـ «البعد الروحي» لصحة الإنسان. يمكن للطب المنزلي أن يقلل من تكلفة العلاجات الطبية، وأكثر تكلفة من الوقاية، وخطر الآثار الجانبية من الأدوية الصيدلانية، والوقت والتكلفة المرتبطة باستعادة الرعاية.
الطب المنزلي
يمكن تتبع الطب المنزلي، الذي يعرف بأنه استخدام الأعشاب لعلاج الأمراض في المنزل، على طول الطريق إلى الثقافات ما قبل كولومبوس وكان موجودًا حتى في الحقبة الاستعمارية المبكرة. تم استخدام هذا الدواء في البداية لعلاج الأمراض البسيطة مثل الصداع والسعال، ولكنه نما في نهاية المطاف ليشمل العديد من الأمراض بما في ذلك السل وعسر الهضم وحتى السرطان. مع تزايد الطلب على الدواء الذي يمكن للأفراد تنفيذه بأنفسهم، نما دفعة لبراءات الأدوية من أجل تسويقها دون خوف من سرقة شخص آخر لفكرتك. بينما يُنظر إلى بعض أدوية براءات الاختراع هذه على أنها مزيفة، في ذلك الوقت، مكّن نمو براءات الاختراع الأفراد من تنفيذ العلاجات داخل منازلهم. كان صموئيل توماسون أحد المؤيدين الرئيسيين لهذا النظام الذي طور حركة منظمة تهدف إلى توزيع الأدوية العشبية. جاءت هذه الحركة استجابة لتصور توماسون بأن الطب الرسمي يقتل المرضى بالمعادن السامة مثل الكالوميل، الذي يحتوي على كلوريد الزئبق ويستخدم لعلاج الملاريا والحمى الصفراء. في المقابل، اعتمد نظام توماسون على ستة علاجات فقط وكان على الأطباء ببساطة حفظ كيفية إدارة العلاجات. كان تعميم الدواء هذا بارزًا بشكل خاص في أوائل القرن التاسع عشر عندما كان أندرو جاكسون يترشح للرئاسة، حيث جسّد الاعتقاد بأن أي شخص يمكنه الترشح للمناصب العامة. اتبع الطب اتجاها مماثلا مع تطوير العديد من كتب المساعدة الذاتية التي تهدف إلى الطب المكتبي لممارسة أي شخص. لم يقتصر الأمر على توفير الدواء لاستخدام المواطنين العاديين، ولكن بدأت الحركة أيضًا في مهاجمة الطب الراسخ، وهي ممارسة اكتسبت شعبية بين الناس. عارض الجمهور اللغة عالية المستوى وتعليم الأطباء، مما زاد من جذب الجمهور نحو طب طومسون.
البيئات السياسية
علاوة على ذلك، تم لفت الانتباه كثيرًا إلى العلاجات المتطرفة التي قد يستخدمها هؤلاء الأطباء للمساعدة في علاج الأمراض. من الممارسات الشائعة بين الأطباء إراقة الدم كوسيلة لتقليل الدم الزائد، والذي تم استنتاجه ليكون سبب المرض في الإطار الخلطي. هذا النوع من العلاج، حيث يدعو الطبيب لإزالة السوائل الزائدة من الجسم، كان يسمى الطب البطولي حيث يحتاج المريض إلى قوة كبيرة لمتابعة هذه العلاجات. هذا الدمقرطة في الطب غذى نمو الطب براءات الاختراع لأنه خلق سوقًا متعلمة تتطلب الأدوية. ومع ذلك، بدون وجود الهيئات التنظيمية المناسبة في ذلك الوقت، يقوم العديد من البائعين بالإعلان عن الدواء الشافي لجميع أنواع الأمراض، والتي من شأنها، في أفضل الأحوال، أن تترك المريض مع عدم الراحة الطفيفة. مثال على ذلك تطور ميكروب القاتل استجابة لاكتشاف نظرية الجراثيم. تم تصميم هذا الخلط، الذي يتكون في الغالب من الماء مع آثار طفيفة من حمض الهيدروكلوريك وحمض الكبريتيك، ليتم ابتلاعه لتدمير الجراثيم داخل الجسم. لم يكن حتى عام 1847، عندما تأسست الجمعية الطبية الأمريكية، ظهرت منظمة لتنظيم سوق براءات الاختراع الطبية. مع تحول الرأي العام حول الأطباء المحترفين، أصبح الطب أكثر من الفن غير الرسمي مع عدد قليل من الأطباء الذين حصلوا على شهادة على الإطلاق. كان معظم الأطباء متدربين لأطباء آخرين، لكن تدهور وضع الطبيب المتعلم أدى إلى تدريب الأشخاص الذين حصلوا على تدريب ضئيل إلى فتح مدارس طبية لتوليد المال. من أجل أن تقوم كليات الطب هذه بتجنيد الطلاب، بدأت في تقليل متطلباتها، حتى القضاء على محو الأمية كشرط مسبق. ونتيجة لذلك، ستوفر هذه الكليات الطبية دبلومات وشهادات حتى لأولئك الذين ليس لديهم خبرة مخبرية وتشريح.
نشر المعرفة
بينما كان القصد من الطب المحلي في جذوره تمكين الفرد، كان الدافع الأساسي هو الربح. لنأخذ صموئيل توماسون، على سبيل المثال، مؤسس الحركة نحو الطب المنزلي. بمجرد حصوله على براءة اختراع، أمضى الكثير من الوقت في التركيز على مقاضاة المقلدة المحتملة لبراءة اختراعه لدرجة أنه عارض دمقرطة الأدوية التي صنعها، لدرجة أنه عارض تطوير كليات الطب توماسونيان. كان يمكن لهذه المدارس أن تكون مفيدة لصموئيل توماسون لأنها كانت ستزيد من شرعية أولئك الذين مارسوا الطب توماسونيان. كان أحد الإيجابيات التي خرجت من هذا الخوف من انتهاك براءات الاختراع هو كتابة Thomason The New Guide to Health ، كوسيلة لزيادة شعبية واستخدام براءات الاختراع الخاصة به. كرجل تفاخر بكيفية ممارسة الأميين لممارسته الطبية، من المفارقة أنه اختار نشر كتاب عن الموضوع حيث يبدو أن ذلك لم يكن جمهوره المستهدف. ومع ذلك، أصبح هذا المنشور شائعًا على نطاق واسع مع 200 من الحيازات المؤسسية للكتاب وأكثر في أيدي القطاع الخاص.